# Joe Orr
Joseph „Joe“ Orr (* 8. Mai 1996 in Dunedin) ist ein neuseeländischer Eishockeyspieler, der seit 2022 bei den Canterbury Red Devils in der New Zealand Ice Hockey League spielt.  

## Karriere
Joe Orr begann seine Karriere bei den Southern Juniors in der New Zealand Junior Elite League. Seit 2012 spielt er in der New Zealand Ice Hockey League. Zunächst stand er zehn Spielzeiten bei Dunedin Thunder in seiner Heimatstadt auf dem Eis. Seit 2022 spielt er bei den Canterbury Red Devils. Von 2018 bis 2020 spielte er im Südhalbkugelsommer in den Vereinigten Staaten für die Mannschaft des Williston State College in der zweiten Division der American Collegiate Hockey Association.

### International
Im Juniorenbereich stand Orr für Neuseeland bei der U18-Weltmeisterschaft 2013 sowie den U20-Weltmeisterschaften 2015 und 2016 jeweils in der Division III auf dem Eis.
Mit der Herren-Nationalmannschaft nahm der Verteidiger erstmals an der Weltmeisterschaft der Division II 2023 teil.

## NZIHL-Statistik
(Stand: Ende der Saison 2023)